# Bugatti EB110
A Bugatti EB110 egy középmotoros sportautó.
Az autó Marcello Gandini tervei alapján készült a Bugatti Automobil SpA közreműködésével, 1991. szeptember 15-én mutatták be a Versailles és a Grande Arche a La Défense-ben Párizsban. A bemutatóra Ettore Bugatti születésének 110 éves évfordulóján került sor.

## Műszaki jellemzői
Az autót egy 60-szelepes, quad- turbo V12 motor hajtja.
Névlegesen 3,5 literes motorja 3499 cm³-es, 553 lóerős (412 kW; 561 LE) 8000-es percenkénti fordulatszámon.
A 0–100 km/h (0-60 mph)sebességet 3,4 másodperc alatt éri el.
Végsebessége: 343 km/h(213 mph)
Saját tömeg: 1615 kg
Váltó: 6 fokozatú manuális
A felépítmény kialakítása: kétajtós kupé. 
Az autóra kettős keresztlengőkaros felfüggesztést szereltek fel, az alvázat az Aérospatiale repülőgépgyár készítette.
Az úgynevezett shift-gomb lehetővé teszi a gyorsabb váltást.
Utód: Bugatti Veyron.